# Buffonellodes tumidus
Buffonellodes tumidus is een mosdiertjessoort uit de familie van de Buffonellodidae. De wetenschappelijke naam van de soort is voor het eerst geldig gepubliceerd in 1881 door Hincks.